# Jamkha
Jamkha o Jhamka fou un estat tributari protegit a l'Índia, a l'agència de Kathiawar, província de Gujarat, presidència de Bombai. La capital era Jamkha, vila situada a l'actual districte d'Amreli a pocs quilòmetres al sud-oest de la ciutat d'Amreli i molt propera de Bagasara (situada a l'oest) a 21° 29′ N, 71° 00′ E / 21.483°N,71.000°E. Estava format per un sol poble (Jamkha) i tenia dos tributaris separats. Els ingressos s'estimaven en 400 lliures de les que 18 eren pagades al Gaikwar de Baroda. La població el 1881 era de 785 persones.